# Elimination Chamber 2017
Elimination Chamber 2017 was een professioneel worstel-pay-per-view (PPV) en WWE Network evenement dat georganiseerd werd door WWE. Het evenement was de 7e editie van de WWE Elimination Chamber en vond plaats in het Talking Stick Resort Arena in Phoenix, Arizona op 12 februari 2017. Het evenement was voor de SmackDown brand en sinds een jaar te zijn weg geweest opnieuw op de WWE's pay-per-view kalender.
Bray Wyatt werd voor het eerst WWE Champion in zijn carrière, ook werd Noami de nieuwe SmackDown Women's Champion, maar de titel werd na twee dagen weer vacant gesteld vanwege een blessure die ze tijdens de wedstrijd opliep.
American Alpha behield het SmackDown Tag Team Championship.

## Wedstrijden
| Nr. | Match | Winnaar(s)              |
| --- | --- | ----------------------- |
| 1   | Mojo Rawley vs. Curt Hawkins in een een-op-een match. | Mojo Rawley             |
| 2   | Becky Lynch vs. Mickie James in een een-op-een match. | Becky Lynch             |
| 3   | Apollo Crews en Kalisto vs. Dolph Ziggler in een 2 tegen 1 handicap match. | Apollo Crews en Kalisto |
| 4   | American Alpha (c) vs. The Usos vs. The Ascension vs. The Vaudevillains vs. Breezango vs. Heath Slater en Rhyno in een tag team turmoil match voor het WWE SmackDown Tag Team Championship. | American Alpha          |
| 5   | Nikki Bella vs. Natalya in een een-op-een match. | Geen (Double countout)  |
| 6   | Luke Harper vs. Randy Orton in een een-op-een match. | Randy Orton             |
| 7   | Alexa Bliss (c) vs. Naomi in een een-op-een match voor het WWE SmackDown Women's Championship.                                                                                              | Naomi                   |
| 8   | John Cena (c) vs. A.J. Styles vs. Bray Wyatt vs. Baron Corbin vs. The Miz vs. Dean Ambrose in een Elimination Chamber match voor het WWE Championship.                                      | Bray Wyatt              |